# Partit Democràtic (Japó, 1947)

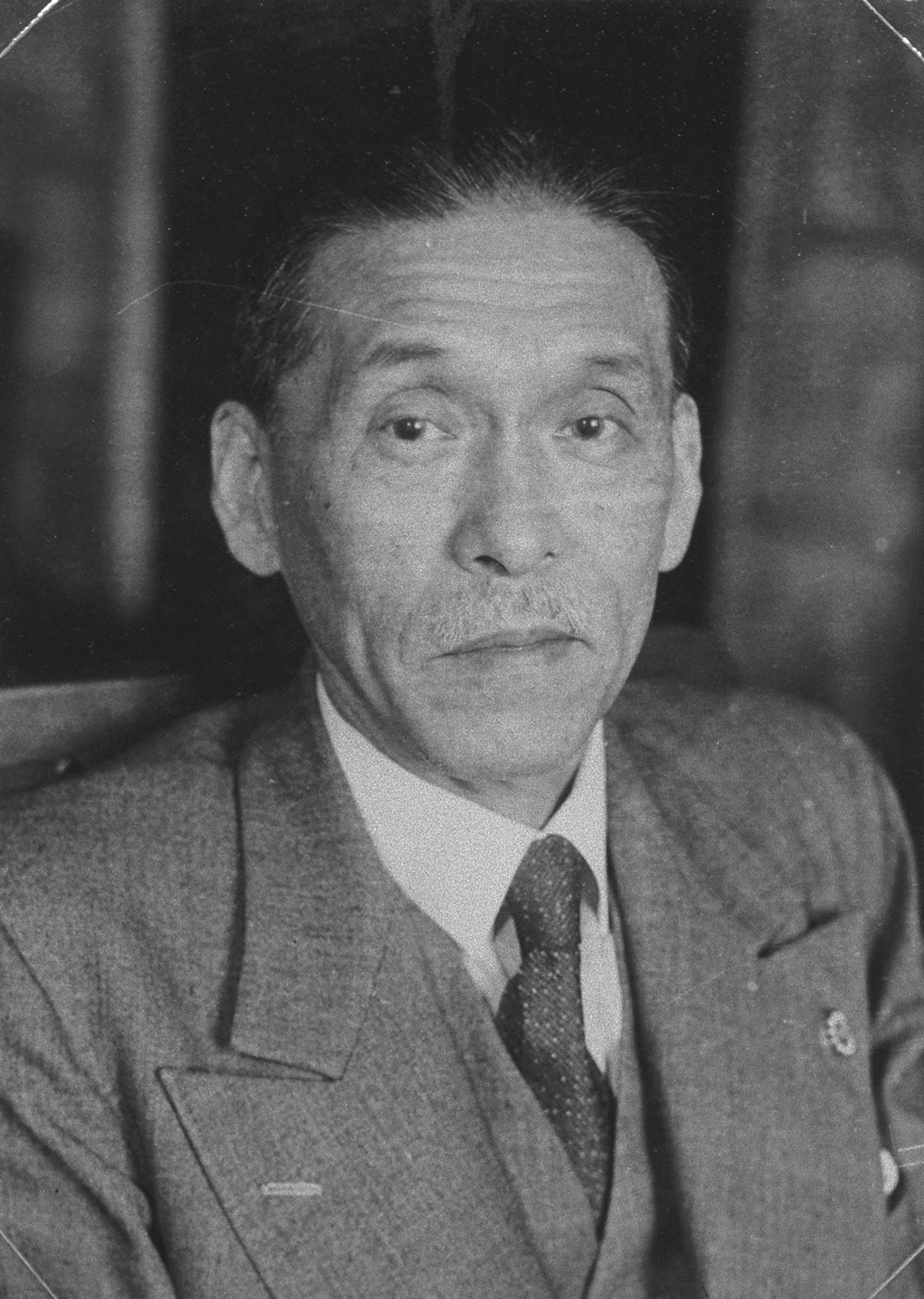
El líder del partit Hitoshi Ashida.

El Partit Democràtic (民主党) va ser un partit polític japonés de caràcter centrista i liberal fundat l'any 1947 com a unió del Partit Progressista del Japó, la facció liderada per Hitoshi Ashida del Partit Liberal del Japó i una facció del Partit Nacional Cooperatiu. Hitsoshi Ashida va ser declarat líder del partit i per un breu intèrval de temps va exercir de Primer Ministre del Japó.
En març de 1948, una part dels membres liderats per Kijūrō Shidehara (anteriorment del PPJ i Primer Ministre) va unir-se al Partit Liberal del Japó per formar el Partit Liberal Democràtic. En les eleccions de 1949, el PD va traure 69 escons. Finalment, el partit va convergir amb el PNC per a formar el Partit Nacional Democràtic l'abril de 1950.

## Resultats electorals

### Cambra de Representants
| Any  | Líder          | Vots      | %     | Escons    | +/- | Pos. | Govern   |
| ---- | -------------- | --------- | ----- | --------- | --- | ---- | -------- |
| 1947 | Hitoshi Ashida | 6,960,270 | 25.44 | 124 / 468 | Nou | 3r   | Coalició |
| 1949 | Takeru Inukai  | 4,798,352 | 15.68 | 69 / 466  | 55  | 4t   | Oposició |

### Cambra de Consellers
| Any  | Líder              | Circumscripció | Circumscripció | Circumscripció | Llista de partit | Llista de partit | Llista de partit | Escons   | Pos. | Govern   |
| Any  | Líder              | Vots           | %              | Escons         | Vots             | %                | Escons           | Escons   | Pos. | Govern   |
| ---- | ------------------ | -------------- | -------------- | -------------- | ---------------- | ---------------- | ---------------- | -------- | ---- | -------- |
| 1947 | Ishiguro Takeshige | 2,989,132      | 13.56          | 22 / 150       | 1,508,087        | 7.09             | 6 / 100          | 30 / 250 | 2n   | Coalició |